# Cristina Deutekom

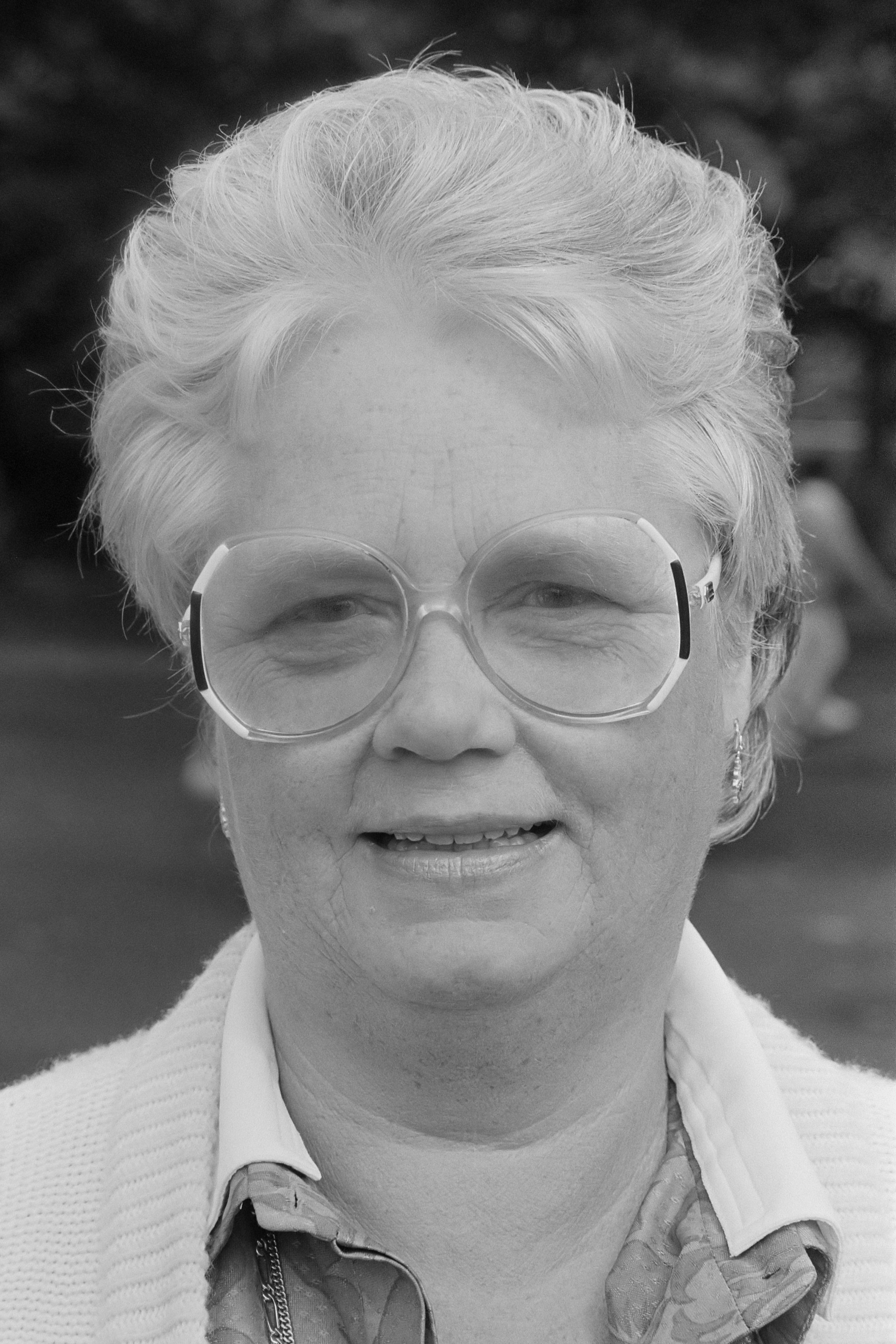
Cristina Deutekom (1987)

Cristina Deutekom (* 28. August 1931 in Amsterdam als Stientje Engel; † 7. August 2014 ebenda) war eine niederländische Opern-, Oratorien- und Konzertsängerin (dramatischer Koloratursopran). In Venedig war sie bekannt als die Niederländische Nachtigall („Usignolo olandese“).

## Leben
Seit 1952 war sie mit Jacob Deutekom verheiratet, mit dem sie die Tochter Irma hatte. In Italien schrieb sie ihren Namen Christina ohne h.
Nach einigen kleineren Partien hatte sie ihren Durchbruch 1963, als sie die Partie der Königin der Nacht in Wolfgang Amadeus Mozarts Die Zauberflöte sang. Daraufhin sang sie diese Partie in allen großen europäischen Opernhäusern sowie an der Metropolitan Opera im Jahre 1968.
Sie eröffnete 1974 die Saison an der Met als Elena in Verdis I vespri sicilani an der Seite von Tenor Plácido Domingo.
Neben der Königin der Nacht umfassten ihre Mozart-Partien Donna Anna (Don Giovanni), Fiordiligi (Così fan tutte) sowie Vitellia (La clemenza di Tito). Ihre Belcanto-Partien umfassten Gioachino Rossini (Armida), Vincenzo Bellini (Norma, I puritani) und Gaetano Donizetti (Lucia di Lammermoor). Sie sang die dramatischen Verdi-Partien wie Abigaille in Nabucco, Lady Macbeth, Leonora in Il trovatore, Amelia in Un ballo in maschera, Hélene in Les vêpres siciliennes sowie die Aufnahmen der Giselda in I Lombardi und der Odabella in Attila. Sie sang ebenfalls die Titelpartie in Puccinis Turandot.
Sie sang mit allen führenden Tenören ihrer Zeit: Franco Corelli, Luciano Pavarotti, Plácido Domingo, Josep Carreras, Alfredo Kraus, Carlo Bergonzi und Nicolai Gedda.

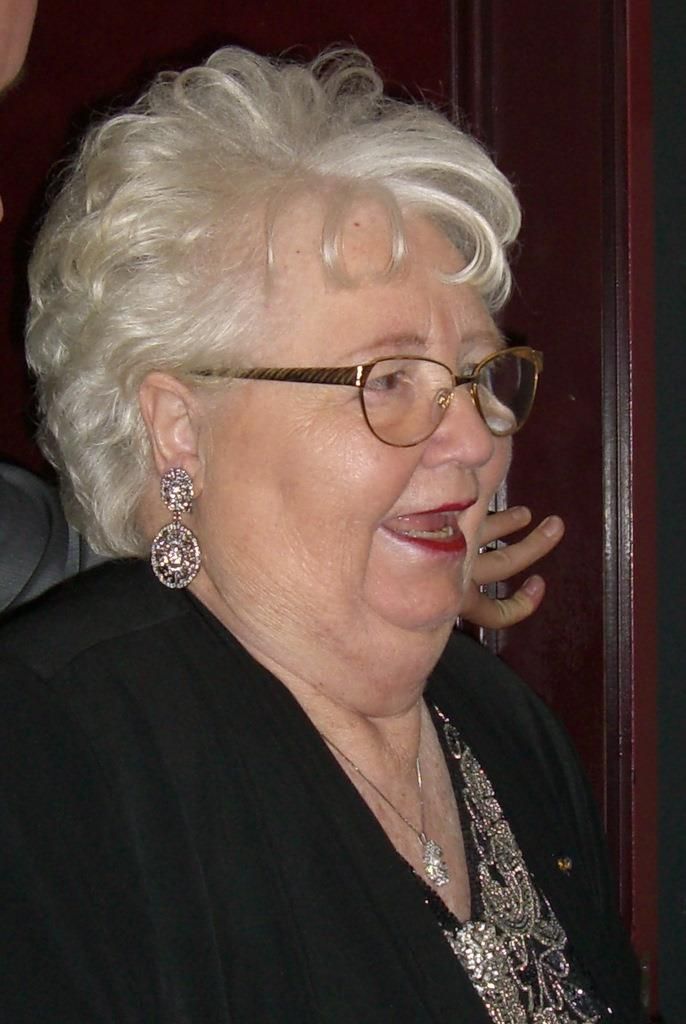
Cristina Deutekom (2011)

Sie beendete ihre Karriere am 31. Dezember 1986, nachdem sie während einer Vorstellung in Bilbao mit Herzproblemen zu kämpfen hatte. Nach ihrer aktiven Karriere gab sie internationale Meisterklassen. So war sie 2001 Gastdozentinin am Königlichen Konservatorium in Den Haag. Nach einem Schlaganfall im Jahre 2004 zog sie sich aus der Öffentlichkeit zurück.